# Quevillon
Quevillon település Franciaországban, Seine-Maritime megyében. Lakosainak száma 591 fő (2022. január 1.). Quevillon Saint-Martin-de-Boscherville, Bardouville, Canteleu, Saint-Pierre-de-Manneville és Val-de-la-Haye községekkel határos.

## Népesség
A település népességének változása:
| Lakosok száma | 598  | 602  | 614  | 598  | 593  | 589  | 593  | 590  | 591  |
|               | 2013 | 2015 | 2016 | 2017 | 2018 | 2019 | 2020 | 2021 | 2022 |